# Rafael Pena
Rafael Pena – jednostka osadnicza w Stanach Zjednoczonych, w stanie Teksas, w hrabstwie Starr.